# Kanton Auberive
Auberive is een voormalig kanton van het Franse departement Haute-Marne. Het kanton maakt deel uit van het arrondissement Langres. Het kanton werd op 22 maart 2015 opgeheven en de gemeenten werden opgenomen in het op die dag opgerichte kanton Villegusien-le-Lac.

## Gemeenten
Het kanton Auberive omvat de volgende gemeenten:
- Arbot
- Auberive (hoofdplaats)
- Aulnoy-sur-Aube
- Bay-sur-Aube
- Colmier-le-Bas
- Colmier-le-Haut
- Germaines
- Mouilleron
- Poinsenot
- Poinson-lès-Grancey
- Praslay
- Rochetaillée
- Rouelles
- Rouvres-sur-Aube
- Saint-Loup-sur-Aujon
- Ternat
- Vals-des-Tilles
- Villars-Santenoge
- Vitry-en-Montagne
- Vivey